# Sebastião Rocha
Tião, właśc. Sebastião Rocha lub Tião Rocha (ur. 14 września 1941 w Rio de Janeiro, zm. 12 kwietnia 1984 w Rio de Janeiro) – brazylijski piłkarz, występujący na pozycji napastnika.

## Kariera klubowa
Tião piłkarską karierę rozpoczął w klubie CR Vasco da Gama na początku lat 60. 1964–1965 występował w Siderúrgice Sabará, z którą w 1964 zdobył mistrzostwo stanu Minas Gerais – Campeonato Mineiro. W 1965 występował w klubach z Rio - CR Flamengo i CR Vasco da Gama. Najlepszy okres w karierze Tião to gra w Clube Atlético Mineiro. W barwach Galo zadebiutował 16 kwietnia 1966 w zremisowanym 1-1 meczu z São Paulo FC. Z Atlético Mineiro zdobył mistrzostwo Brazylii 1971, a w 1970 mistrzostwo stanu Minas Gerais – Campeonato Mineiro.
W Atlético Mineiro 8 sierpnia 1971 w zremisowanym 1-1 meczu derbowym z Américą zadebiutował w lidze brazylijskiej. Ostatnim klubem w karierze była América Belo Horizonte. W barwach Amériki 23 stycznia 1974 w przegranym 1-3 meczu z SE Palmeiras Tião po raz ostatni wystąpił w lidze. Ogółem w latach 1971–1974 rozegrał w lidze 36 spotkań, w których strzelił 2 bramki.

## Kariera reprezentacyjna
Jedyny raz w reprezentacji Brazylii Tião wystąpił 19 grudnia 1968 w wygranym 3-2 towarzyskim meczu z reprezentacją Jugosławii.